# Typhonia ramifera
Typhonia ramifera is een vlinder uit de familie van de zakjesdragers (Psychidae). De wetenschappelijke naam van de soort is, als Melasina ramifera, voor het eerst geldig gepubliceerd in 1916 door Edward Meyrick. De combinatie in Typhonia werd in 2011 gemaakt door Sobczyk.

## Type
- syntypes: 25 exemplaren
- instituut: BMNH, Londen, Engeland.
- typelocatie: "India (Bengal), Pusa"